# 비트 예들리치카

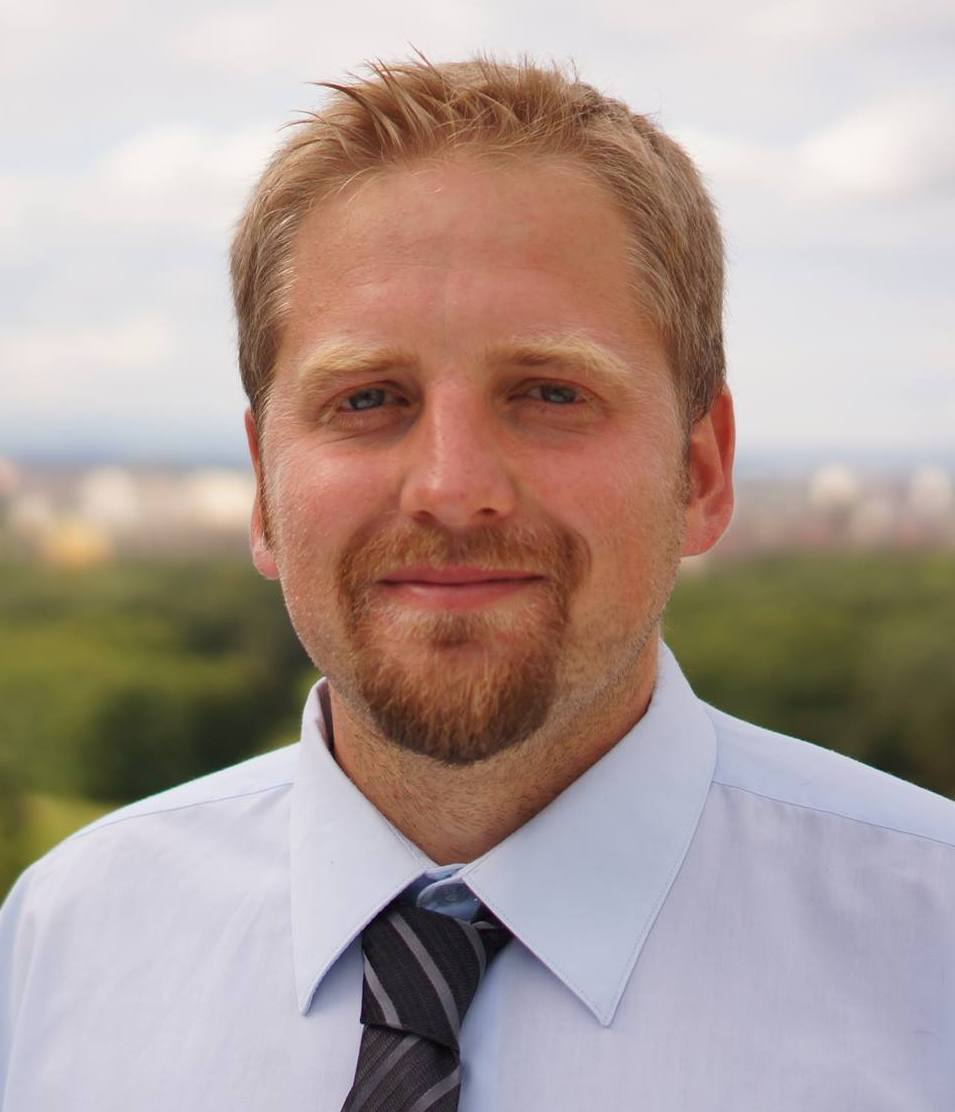

비트 예들리치카(Vít Jedlička, 1983년 9월 6일 ~)은 체코 자유시민당의 흐라데츠크랄로베 주 지방당 위원장이다.
2015년 크로아티아와 세르비아의 국경 사이 무인의 무주지에 리버랜드 공화국을 설립했다.
리버랜드 공화국을 선포한 후 초대 대통령에 취임하지만 크로아티아 경찰에 체포됨으로써 공화국은 위기를 맞았으나 다시 출소하여 리버랜드는 현재까지 유지되고 있다.